# Дьяченко Юрій Олександрович
Юрій Олександрович Дьяченко (1996—2022) — старший лейтенант (посмертно) Збройних Сил України, учасник російсько-української війни.

## Життєпис
Народився 5 лютого 1996 року в місті Охтирка Сумської області.
Військову службу проходив у 91 окремому Охтирському полку підтримки.
Загинув 26 лютого 2022 в районі міста Охтирка.

## Нагороди та вшанування
- Орден «За мужність» III ступеня[1].
- Почесний громадянин міста-героя Охтирки.[2]